# Фрейдіг (футбольний клуб)
«Фрейдіг» (норв. Sportsklubben Freidig) — професіональний норвезький футбольний клуб з Тронгейма, заснований у 1903 році. До 2017 року футбольна команда клубу виступала в шостому дивізіоні чемпіонату Норвегії.
Окрім футболу в клубі також діють секції гандболу, спортивного орієнтування, лижних перегонів, легкої атлетики, телемарку (різновид гірськолижного спорту), гірськолижного спорту та флорболу.

## Історія
Клуб було засновано в 1903 році. Найуспішнішим в історії «Фрейдіга» став сезон 1947/48 років, коли його футбольна команда виграла чемпіонат Норвегії. Клуб з Тронгейму став переможцем своєї групи та вийшов до фіналу, де з рахунком 2:1 переграв «Спарту» (Сарпсборг). «Фрейдіг» став першою командою з північної Норвегії, яка виграла національний чемпіонат. Того ж 1948 року клуб став півфіналістом кубку Норвегії. Найзірковішими гравцями тієї команди були Гуннар Даглен, Тор Мокснесс та Ян Сордал, які також виступали в національній збірній Норвегії. Наступний сезон виявився для «Фрейдіга» провальним й він вилетів до нижчого дивізіону. У 1953 році тронгеймці повернулися до Вищого дивізіону й змогли в національному чемпіонаті фінішувати трохи вище зони вильоту. Проте за підсумками сезону 1954/55 років клуб понизився в класі. У сезоні 1958/59 років знову виступав у Вищому дивізіоні, проте за його підсумками знову вилетів до нижчої ліги й більше не повертався до еліти норвезького футболу. Згодом команда опустилася до четвертого дивізіону. У 2001 році «Фрейдіг» знову виступав у третьому дивізіоні. До 2017 року чоловіча футбольна команда клубу виступала в 2-й групі 5-го дивізіону чемпіонату Норвегії - регіон Тронделаг (шостий дивізіон чемпіонату Норвегії).
На даний час футбольна секція клубу є найчисельнішою — понад 1000 членів, серед яких активними є понад 700 чоловік (футболісти, тренери, менеджмент). У своєму розпорядженні клуб має 7 футбольних полів, основним з яких є стадіон «Леркендал».
У футбольній секції діє близько 50 команд для різних вікових (від U-11 до U-19), в свою чергу в кожній віковій групі функціонують від 7 до 10 команд. Станом на 2018 рік у клубі немає ні чоловічої, ні жіночої дорослої футбольної команди.

## Досягнення
- Елітесеріен
  -  Чемпіон (1): 1947/48

## Відомі гравці
До списку потрапили футболісти, які мають досвід виступів у складі національної збірної Норвегії
- Гуннар Даглен
- Гуннар Дюбвад
- Арне Легернес
- Тор Мокснес
- Ян Сордал